# كلاوديو غيلبرتو فروليش
كلاوديو غيلبرتو فروليش هو عالم حيوانات برازيلي، ولد في 10 يونيو 1927 في ساو باولو في البرازيل.